# Liste der Monuments historiques in Virsac
Die Liste der Monuments historiques in Virsac führt die Monuments historiques in der französischen Gemeinde Virsac auf.

## Liste der Objekte
| Bezeichnung                | Beschreibung                             | Standort                      | Kennzeichnung | Schutzstatus | Datum | Bild           |
| -------------------------- | ---------------------------------------- | ----------------------------- | ------------- | ------------ | ----- | -------------- |
| Friedhofskreuz             | Stein und Metall, 18. Jahrhundert        | auf dem Friedhof (Lage)       | PM33000862    | Classé       | 1974  | weitere Bilder |
| Skulptur Christus am Kreuz | Holz, bemalt, 15. Jahrhundert            | in der Kirche St-Genès (Lage) | PM33001474    | Inscrit      | 1981  |                |
| Retabel des Hauptaltars    | Holz, Ölgemälde Heiliger Genasius        | in der Kirche St-Genès (Lage) | PM33001475    | Inscrit      | 1981  |                |
| Opferstock                 | Holz (?)                                 | in der Kirche St-Genès (Lage) | PM33001476    | Inscrit      | 1981  |                |
| Kommunionschranke          | Schmiedeeisen, Ende des 18. Jahrhunderts | in der Kirche St-Genès (Lage) | PM33000861    | Classé       | 1971  |                |